# Balzola
Balzola (piemontesisch Bàussla) ist eine Gemeinde in der italienischen Provinz Alessandria (AL), Region Piemont.

## Lage und Einwohner
Die Gemeinde Bazola liegt rund 40 Kilometer nordwestlich von der Provinzhauptstadt Alessandria und 60 Kilometer östlich von Turin. Das Gemeindegebiet umfasst eine Fläche von 16 Quadratkilometern und hat  1227 (Stand 31. Dezember 2023) Einwohner. Die Gemeinde besteht aus den Fraktionen Cantone Borgoratto, Cantone Cascine, Cantone Castelli – Piazza Vignazza, Cantone Giarone, Cantone Pozzarello, Cantone Quadro, Cantone Villa und Cantone Villaveri und ist die nördlichste Gemeinde in der Provinz Alessandria. Sie grenzt an die Provinz Vercelli. Das Gemeindegebiet ist von einem dichten Netz von Kanälen durchzogen. Der Bahnhof Balzola liegt etwas außerhalb des Dorfes an der Bahnstrecke Chivasso-Alessandria. Er wurde am  30. April 1887 eröffnet.
Die Nachbargemeinden sind Casale Monferrato, Costanzana (VC), Morano sul Po, Rive (VC) und Villanova Monferrato.

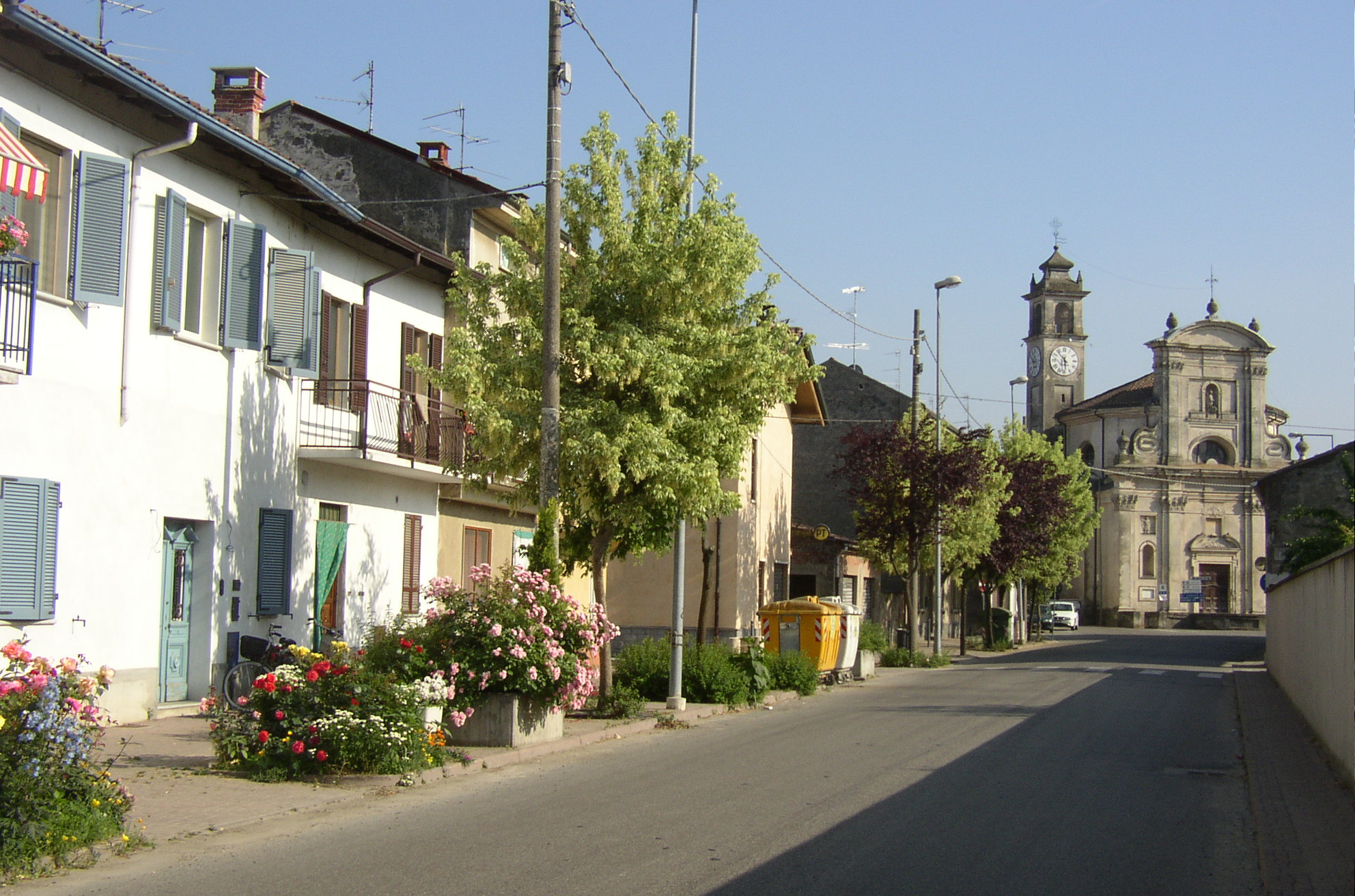
Das Gemeindezentrum

## Geschichte

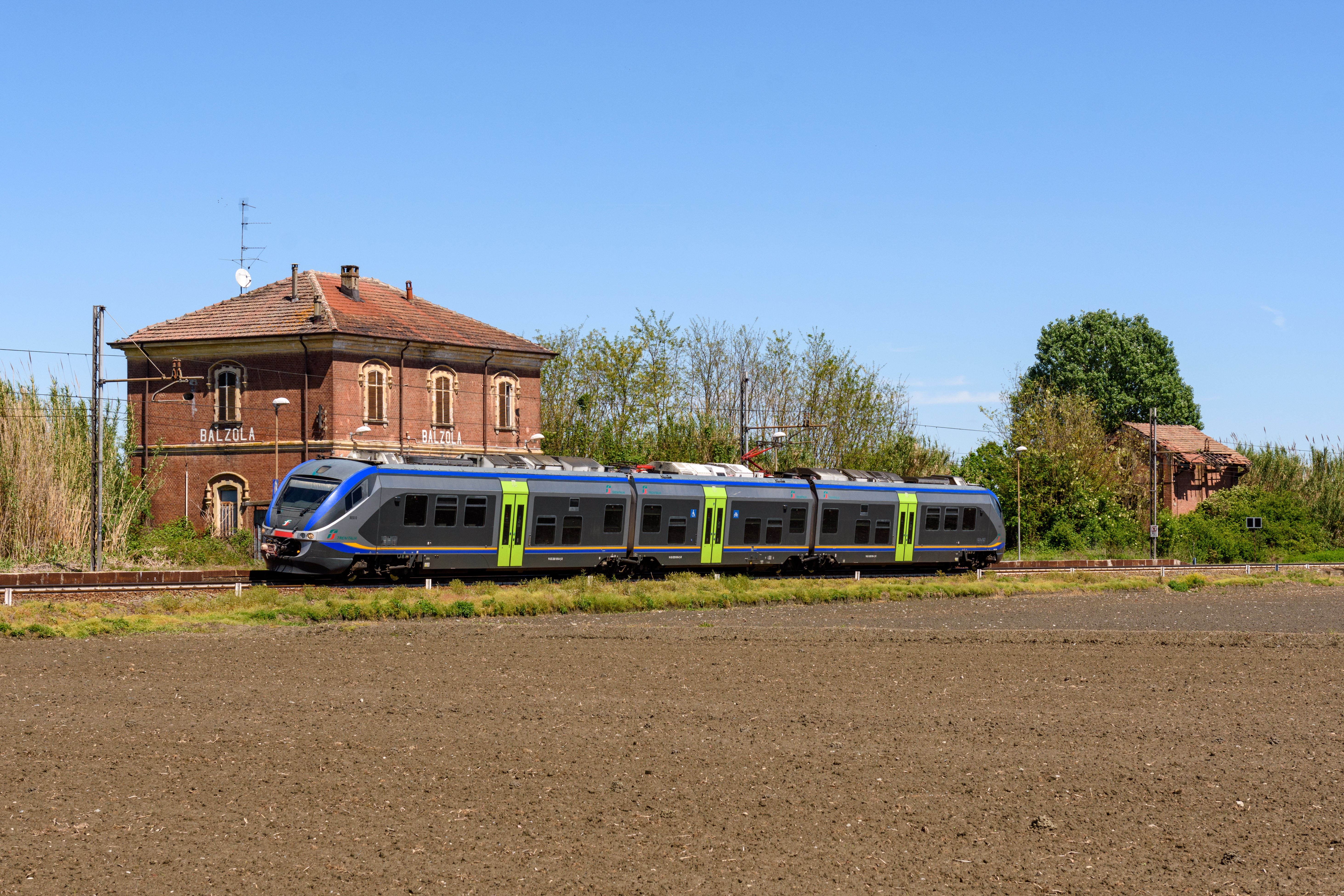
Der Bahnhof Balzola

Sein heutiger Name scheint auf eine morphologische Veränderung des Territoriums zurückzuführen zu sein, die durch die Erosionsarbeit des Po verursacht wurde, und muss mit dem lateinischen Begriff BALTEUM „balzo“ und seiner Verkleinerungsform „Balteola“ in Verbindung gebracht werden. Andere Variationen des Ortsnamens sind „Balzola“, „Balsola“, „Balçola“, „Balsula“ und „Balzula“.
Das in der Antike erbaute heutige Zentrum entwickelte sich in der Nähe der antiken römischen Stadt Carantia. Zahlreiche Funde von Gräbern, Töpferwaren und Abschnitten von Straßenbelägen zeugen von der römischen Vergangenheit. Zuerst von Otto III. dem Kloster Novalesa geschenkt, ging es später an die Gemeinde Vercelli über, unter deren Herrschaft es Teil ihres Verteidigungssystems wurde, bis es der Gerichtsbarkeit der Markgrafen von Monferrato unterstellt wurde. Einige Jahre später gelangte es von Zeit zu Zeit in die Hände verschiedener Feudalherren, darunter der Grafen von Briandrate.
Im Jahr 1615 verwüsteten die Truppen von Carlo Emanuele I. von Savoyen die Stadt und steckten sie in Brand, um die spanische Siedlung in diesem wichtigen strategischen Zentrum zu blockieren. Im Mai 1859, während des Zweiten Unabhängigkeitskrieges, war es Schauplatz einer harten Schlacht.

## Sehenswürdigkeiten
- Bei Ausgrabungen fanden sich Überreste der Alten Burg mittelalterlichen Ursprungs.
- Die im 18. Jahrhundert erbaute Pfarrkirche der Assunta, in deren Inneren ein Gemälde von Orsola Caccia erhalten ist.
- Die Kapelle San Rocco, die ein Gemälde von Moncalvo beherbergt.
- Die Kirche San Michele im Barockstil, voller verschiedener Werke des Künstlers Pietro Francesco Guala. Im Jahr 2000 wurde es von einer verheerenden Überschwemmung heimgesucht.

## Söhne und Töchter der Stadt
- Carlo Bigatto (1895–1942), Fußballspieler und -trainer